# Soman
Soman — немецкий электронный проект Коли Трелле (англ. Kolja Trelle) из Дрездена.

## История группы
Дебютный альбом Soman Sound Pressure был выпущен в 2003 году на немецком независимом лейбле Out Of Line. Успех дебютной пластинки, а также многочисленные и весьма удачные ремиксы для таких групп, как Combichrist, Hocico, Icon Of Coil принесли известность Soman по всей Европе и за её пределами. В 2004 году на Out Of Line ограниченным тиражом вышел EP Revenge, после издания которого Soman прекратил сотрудничество с этой компанией.
В 2005 году Soman выпускает сингл «Unleash» на другом многообещающем немецком лейбле, Infacted Recordings.
Последние два релиза были изданы в России лейблом Gravitator Records.

## Дискография

### Альбомы
- Sound Pressure (Out Of Line, 2003)
- Mask (Infacted Recordings, 2007)
- Re:Up (Infacted Recordings, 2008)
- SOUND PRESSURE 2.0 (Metropolis Records, 2009)

### EP
- Revenge (Out Of Line, 2004)
- Unleash (Infacted Recordings, 2005)